# Zangcicaden
Zangcicaden (Cicadidae) zijn een familie van insecten die behoort tot de onderorde cicaden (Auchenorrhyncha).

## Kenmerken
Zangcicaden zijn een van de bekendere groepen van cicaden vanwege hun relatieve grootte en met name de soms zeer luide lokgeluiden van de mannetjes, die tot op een afstand van 1,5 km zijn te horen. Dit doen ze door kleine membranen beiderzijds aan het achterlijf in trilling te brengen. Het gedrongen lichaam is meestal donkerbruin of groen en wordt 2,2 tot 5,5 cm lang. De kop bevat korte antennen en ver uit elkaar geplaatste ogen. Sommige soorten kunnen 17 jaar oud worden.

## Voortplanting
De eieren worden afgezet in insnijdingen in planten. Na het uitkomen kruipen de nimfen ondergronds en leven daar op plantenwortels.

## Verspreiding en leefgebied
Deze familie komt wereldwijd voor in warmere streken op bomen en struiken.

## Taxonomie
De volgende taxa zijn bij de familie ingedeeld:
- Onderfamilie Cicadettinae Buckton, 1889
  - Tribus Carinetini
    - Geslacht Carineta (1)
    - Geslacht Guaranisaria (1)
    - Geslacht Herrera (1)
    - Geslacht Novemcella (1)
    - Geslacht Paranistria (1)
    - Geslacht Toulgoetalna (1)

  - Tribus Chlorocystini (25)
  - Tribus Cicadettini (52)
  - Tribus Dazini (4)
  - Tribus Hemidictyini (2)
  - Tribus Huechysini (4)
  - Tribus Lamotialnini (1)
  - Tribus Parnisini (25)
  - Tribus Prasiini (8)
  - Tribus Taphurini (35)
  - Tribus Tettigomyiini (8)
  - Tribus Ydiellini (1)
- Onderfamilie Cicadinae Latreille, 1802
  - Tribus Burbungini (1)
  - Tribus Cicadatrini
    - Geslacht Cicadatra (1)
    - Geslacht Emathia (1)
    - Geslacht Mogannia (1)
    - Geslacht Nipponosemia (1)
    - Geslacht Pachypsaltria (1)
    - Geslacht Psalmocharias (1)
    - Geslacht Shaoshia (1)

  - Tribus Cicadini
    - Geslacht Rustia (1)
    - Ondertribus Tosenina (4)
    - Geslacht Cicadalna (1)
    - Ondertribus Cicadina
      - Geslacht Cicada (1)
      - Geslacht Inthaxara (1)
      - Geslacht Qurana (1)

    - Ondertribus Cosmopsaltriina
      - Geslacht Aceropyga (1)
      - Geslacht Brachylobopyga (1)
      - Geslacht Cosmopsaltria (1)
      - Geslacht Diceropyga (2)
      - Geslacht Dilobopyga (1)
      - Geslacht Inflatopyga (1)
      - Geslacht Meimuna (1)
      - Geslacht Moana (1)
      - Geslacht Rhadinopyga (1)

    - Ondertribus Dundubiina
      - Geslacht Ayesha (1)
      - Geslacht Champaka (11)
      - Geslacht Dundubia (2)
      - Geslacht Haphsa (1)
      - Geslacht Khimbya (1)
      - Geslacht Macrosemia (1)
      - Geslacht Megapomponia (1)
      - Geslacht Orientopsaltria (3)
      - Geslacht Platylomia (1)
      - Geslacht Sinapsaltria (1)
      - Geslacht Sinotympana (1)

    - Geslacht Illyria (4)
    - Geslacht Lethama (1)
    - Geslacht Mata (1)
    - Ondertribus Leptopsaltriina
      - Geslacht Calcagninus (1)
      - Geslacht Euterpnosia (1)
      - Geslacht Formocicada (1)
      - Geslacht Formosemia (1)
      - Geslacht Gudaba (1)
      - Geslacht Leptopsaltria (1)
      - Geslacht Leptosemia (1)
      - Geslacht Maua (2)
      - Geslacht Nabalua (1)
      - Geslacht Neocicada (2)
      - Geslacht Purana (3)
      - Geslacht Puranoides (1)
      - Geslacht Taiwanosemia (1)
      - Geslacht Tanna (1)

    - Geslacht Sinosemia Matsumura, 1927
    - Geslacht Taungia (1)
    - Geslacht Triglena (1)
    - Geslacht Vagitanus (1)

  - Tribus Cryptotympanini Handlirsch, 1925
    - = Cryptotympanaria Handlirsch, 1925
    - = Cryptotympanini Boulard, 1979
    - = Tibicenini Van Duzee, 1916
    - = Lyristarini Gomez-Menor, 1957
    - = Lyristini Boulard, 1972
    - Geslacht Anapsaltoda (1)
    - Geslacht Antankaria (1)
    - Geslacht Arenopsaltria (3)
    - Geslacht Cacama (11)
    - Geslacht Chremistica (3)
    - Geslacht Cornuplura (2)
    - Geslacht Cryptotympana (4)
    - Geslacht Diceroprocta (21)
    - Geslacht Henicopsaltria (3)
    - Geslacht Heteropsaltria (1)
    - Geslacht Lyristes (1)
    - Geslacht Macrotristria (13)
    - Geslacht Neopsaltoda (1)
    - Geslacht Nggeliana (1)
    - Geslacht Orialella (1)
    - Geslacht Psaltoda (11)
    - Geslacht Raiateana (1)
    - Geslacht Salvazana (1)
    - Geslacht Tibicen (29)

  - Tribus Cyclochilini (1)
  - Tribus Distantadini (1)
  - Tribus Fidicinini
    - Geslacht Ariasa (1)
    - Geslacht Beameria (2)
    - Geslacht Bergalna (1)
    - Geslacht Dorisiana (1)
    - Geslacht Elassoneura (1)
    - Geslacht Fidicina (1)
    - Geslacht Fidicinoides (1)
    - Geslacht Guyalna (1)
    - Geslacht Hemisciera (1)
    - Geslacht Majeorona (1)
    - Geslacht Ollanta (1)
    - Geslacht Pacarina (1)
    - Geslacht Pompanonia (1)
    - Geslacht Prasinosoma (1)
    - Geslacht Proarna (1)
    - Geslacht Tympanoterpes (1)

  - Tribus Gaeanini (9)
  - Tribus Hamzini (1)
  - Tribus Hyantiini (3)
  - Tribus Jassopsaltriini (1)
  - Tribus Lahugadini (1)
  - Tribus Orapini (1)
  - Tribus Platypleurini
    - Geslacht Afzeliada (1)
    - Geslacht Albanycada (1)
    - Geslacht Attenuella (1)
    - Geslacht Azanicada (1)
    - Geslacht Brevisiana (1)
    - Geslacht Canualna (1)
    - Geslacht Capcicada (1)
    - Geslacht Esada (1)
    - Geslacht Hainanosemia (1)
    - Geslacht Ioba (1)
    - Geslacht Kalabita (1)
    - Geslacht Karscheliana (1)
    - Geslacht Koma (1)
    - Geslacht Kongota (1)
    - Geslacht Muansa (1)
    - Geslacht Munza (1)
    - Geslacht Oxypleura (2)
    - Geslacht Platypleura (3)
    - Geslacht Pycna (1)
    - Geslacht Sadaka (1)
    - Geslacht Severiana (1)
    - Geslacht Soudaniella (1)
    - Geslacht Strumosella (1)
    - Geslacht Strumoseura (1)
    - Geslacht Suisha (1)
    - Geslacht Tugelana (1)
    - Geslacht Ugada (1)
    - Geslacht Umjaba (1)
    - Geslacht Yanga (1)

  - Tribus Oncotympanini Ishihara, 1961
    - Geslacht Mata Distant, 1906
    - Geslacht Neoncotympana Lee, 2010
    - Geslacht Oncotympana Stål, 1870

  - Tribus Plautillini (1)
  - Tribus Polyneurini
    - Geslacht Angamiana (1)
    - Geslacht Formotosena (1)
    - Geslacht Graptopsaltria (1)
    - Geslacht Polyneura (1)
    - Geslacht Proretinata (1)

  - Tribus Psithyristriini Distant, 1905
    - Geslacht Basa
    - Geslacht Kamalata Distant, 1889
    - Geslacht Onomacritus Distant, 1912
    - Geslacht Pomponia' Stål, 1866
    - Geslacht Psithyristria Stål, 1870
    - Geslacht Semia Matsumura, 1917
    - Geslacht Terpnosia Terpnosia Distant, 1892

  - Tribus Sinosenini Boulard, 1975
    - Geslacht Karenia Distant, 1888

  - Tribus Sonatini (1)
  - Tribus Tacuini (2)
  - Tribus Talaingini (2)
  - Tribus Talcopsaltriini (1)
  - Tribus Tamasini (2)
  - Tribus Thophini (2)
  - Tribus Zammarini (9)
    - Geslacht Borencona (1)
    - Geslacht Chinaria (1)
    - Geslacht Juanaria (1)
    - Geslacht Miranha (1)
    - Geslacht Odopoea (1)
    - Geslacht Orellana (1)
    - Geslacht Uhleroides (1)
    - Geslacht Zammara Amyot & Audinet-Serville, 1843
    - Geslacht Zammaralna (1)
- Onderfamilie Tettigadinae Distant, 1905[3]
  - Tribus Platypediini
    - Geslacht Neoplatypedia (2)
    - Geslacht Platypedia (3)

  - Tribus Tettigadini (10)
  - Tribus Tibicinini (10)